# Осіння казка
«Осіння казка» — фантастична драма Лесі Українки 1905 року, один з її найзагадковіших[джерело?] драматичних творів.

## Історія написання
Фантастична драма «Осіння казка» була написана в січні 1905 р. Виникнення задуму твору пов’язане з наростанням революційних подій в країні. За алегоричними образами драми виступають конкретні історичні сили революції 1905 р. Драма лишилася незавершеною, поетеса була нею незадоволена, тому твір вперше опублікували вже після смерті авторки, у 1929 р.

## Сюжет
Розділ 1
У темниці за наказом короля скніє лицар. Раптом лицар чує прекрасний спів, гадає, що це співає принцеса, котра живе в тому ж замку. Через деякий час відчиняється люк до його камери: служебка замку приходить на порятунок.
Розділ 2
Від пряхи, швачки та ткалі дізнаємося історію принцеси. Вона — «байдужа й гордовита, // не як принцеса вже, а як богиня» — наречена старого короля. Простолюдинкою прийшла найматися в робітниці до замку, але король, побачивши її, закохався та зробив царедворкою своєї дружини. Щойно королева померла, король посватався до молодої царедворки. Вона прийняла пропозицію.
Розділ 3
У день заручин з королем принцеса закохалася в лицаря, і через це король замкнув її у кришталевій башті на крутій скелі. Десятки відважних намагаються врятувати принцесу з полону, але один за одним гинуть. Принцеса жаліє їх, але за тим же розуміє, що вони насправді лише хочуть привласнити її собі, не звільнити: «Мене ж саму з них кожен хоче взяти, а я не хочу нічиєю бути».
Розділ 4
Служебка переховує лицаря у свинарнику. Виявляється, вона врятувала лицаря, аби одружити його на собі. Король хоче на місці служебчиного хліва побудувати «тюрму для божевільних», надходять люди короля, виганяють із хліва свиней, будівничі хочуть знести хлів, лицар користується моментом та тікає. Тепер він прямує до принцесової башти, лізе на скелю, бажаючи возз'єднатися із коханою, та слабне і скочується з гори в діл, принцеса кидається за ним з даху. Пастухи та служебка хочуть відвезти принцесу та лицаря до шпиталю (звідки Лицар повернеться до тюрми), тоді ж як будівельники вирішують розірвати порочне коло тиранічної королівської влади й не видавати закоханих. Розв'язується сутичка. Будівничим набридло будувати «хліви, шпитальні й тюрми», щоб потім руйнувати їх та будувати наново. Пастухи та служебка ідуть скаржитися королю.
Будівельники та ремісники підіймають стихійне повстання, лицар та принцеса переконують людей, що їхня боротьба марна, і попереду на них чекає лише неволя. Але бунт продовжується, робітники підіймають червоні стяги та прорубують в горі сходинки, що вестимуть до королівського замку. Принцеса віддає власноруч шитий червоний плащ на найбільший прапор.
Хоча принцеса вже ідейно приєдналась до повстання, Лицар пропонує дочекатися весни, коли гора «сама розтане». Він втомлений від неволі та боїться знову в неї потрапити. Молодь відмовляється повертатися назад, до «бруду», навіть тимчасово.
Лицар:

 Було колись…

 Не вернеться… Я втомлений — навіки.

Молодий хлопець:

 Ти втомлений? З якої ж то роботи?

Лицар:

 Ох, без роботи томляться ще гірше.

 Не знаєш, хлопче, як неволя томить!

Принцеса:

 Я знаю, друже, але й те я знаю,

 що крила знов на волі виростають

 у соколів приборканих.
Врешті, втомлений лицар лишається сидіти на низькому уступі, а принцеса, молодий хлопець та інші майстри продовжують рубати сходи до замку та сподіваються, що зима, яка прийде за цією осінню, також колись скінчиться.

## Критика
В. Агеєва бачить в романі пародію та деконструкцію класичного куртуазного роману й образу «прекрасної дами». Кришталева гора — не повністю кришталева, будівничі вкрали матеріал та замінили його частину лбодом. Принцеса — простого походження, сама погоджується вийти заміж за короля-тирана, згодом сама вистрибує з башти та скочується з гори в бруд, робітники називають її «задрипанкою». Образ принцеси — мінливий і спонукає до різноманітних тлумачень (Україна, культура, мова, воля, успіх, мистецтво і т. д.).
Лицар замість прометеївського бунтарства та відваги ховається в хліву та наприкінці остаточно здається. При цьому, він є носієм філософського розуму та гуманістичних ідей твору.
Автономність та поліфонічність другорядних персонажів, розбалансованість та фрагментарність системи головних героїв вказують на належність тексту до художнього типу мислення нон-фініто, притаманного Лесі Українці.